# Without You (chanson de David Bowie)
Pour les articles homonymes, voir Without You.
Singles de David Bowie
Modern Love
(septembre 1983) White Light/White Heat
(novembre 1983)
Pistes de Let's Dance
Let's Dance Ricochet
Without You est une chanson écrite et composée par David Bowie qui est sortie en avril 1983 sur l'album Let's Dance.

## Histoire
Pour produire Let's Dance, David Bowie fait appel à Nile Rodgers, du groupe Chic. Néanmoins, Rodgers choisit d'enregistrer ce disque sans faire appel aux autres membres de la section rythmique de Chic, le bassiste Bernard Edwards et le batteur Tony Thompson. En effet, il redoute que leur consommation de drogue ait des conséquences néfastes sur leur ponctualité. En fin de compte, Thompson apparaît sur trois des huit chansons de l'album et Edwards sur une seule, Without You. Nile Rodgers rapporte que le bassiste Carmine Rojas, présent sur la majeure partie de l'album, éprouve des difficultés à jouer la ligne de basse de Without You, alors qu'il suffit d'un quart d'heure à Edwards pour la maîtriser.
Without You est éditée en 45 tours en novembre 1983 aux États-Unis, au Japon, aux Pays-Bas et en Espagne, mais pas au Royaume-Uni. Elle constitue ainsi le quatrième single tiré de Let's Dance, avec la reprise de Criminal World en face B. Elle se classe seulement 73e du hit-parade américain Billboard Hot 100.

## Caractéristiques artistiques
Without You est une ballade en si bémol que Bowie interprète d'une voix très aigüe et fragile rappelant celle de Bryan Ferry, le chanteur de Roxy Music, un groupe qui produit des ballades similaires au début des années 1980. Pour Matthieu Thibault, elle souffre d'un immobilisme et d'un manque d'inspiration que ni les interventions de synthétiseur à la Kraftwerk, ni le jeu de guitare de Stevie Ray Vaughan ne parviennent à masquer. Nicholas Pegg estime que cette « chanson d'amour quelconque » constitue le nadir de l'album.

## Fiche technique

### Titres
| 1. | Without You    | David Bowie                             | 3:08 |
| 2. | Criminal World | Peter Godwin, Duncan Browne, Sean Lyons | 4:25 |

### Interprètes
- David Bowie : chant
- Stevie Ray Vaughan : guitare solo
- Nile Rodgers : guitare rythmique
- Bernard Edwards : basse
- Tony Thompson : batterie
- Robert Sabino (en) : claviers, Prophet-5
- Sammy Figueroa (en) : congas
- Frank Simms, George Simms, David Spinner : chœurs[6]

### Équipe de production
- David Bowie : producteur
- Nile Rodgers : producteur
- Bob Clearmountain : ingénieur du son[6]
- Keith Haring : illustration de la pochette avant
- Denis O'Regan (en) : photographie de la pochette arrière

### Classements
| Classement                     | Meilleure position |
| ------------------------------ | ------------------ |
| États-Unis (Billboard Hot 100) | 73                 |